# 无棘海龙
无棘海龙又名無棘腹囊海龍（学名：Microphis leiaspis）为輻鰭魚綱棘背魚目海龙鱼科腹囊海龙属的鱼类。分布于非洲馬達加斯加、南非及亞洲日本至新喀里多尼亞、斐濟的淡水及半鹹水水域，體長可達19公分，棲息在溪流及河口區，卵胎生。该物种的模式产地在雅加达、爪哇。